# Yrjö Blomstedt (historiker)
Yrjö Reinhold Emanuel Blomstedt, född 25 mars 1926 i Helsingfors, död där 13 april 1994, var en finsk historiker och genealog. Han studerade historia vid Helsingfors universitet där han tog examen 1958 och senare var docent i finsk historia 1960–1964. 1964 blev han tillförordnad professor i romersk rätt och rättshistoria.